# Белая принцесса (роман)
«Белая принцесса» (англ. The White Princess) — исторический роман 2013 года британской писательницы Филиппы Грегори, рассказывающий о Елизавете Йоркской. По его мотивам снят одноимённый сериал.

## Сюжет
Действие романа происходит в Англии в конце XV века. Центральная героиня — Елизавета Йоркская, дочь короля Англии Эдуард IV. Она становится любовницей своего дяди Ричарда III, но тот в 1485 году погибает в битве с Генрихом Тюдором. Поскольку братья Елизаветы бесследно исчезают, именно к ней переходят права на престол с точки зрения йоркистов. Поэтому Генрих против своего желания женится на Елизавете. Та рожает сына Артура, добивается своей коронации и обретает политическое влияние. Постепенно Генрих и Елизавета влюбляются друг в друга.
Королева продолжает защищать интересы матери, сестёр и родственников отца, особенно своего двоюродного брата Тэдди, последнего мужчину-Йорка, заключенного из-за своего происхождения в Тауэр. Совместно с матерью она, пользуясь унаследованным от Мелюзины даром, предаёт проклятию убийц пропавших из Тауэра принцев вместе с их детьми и внуками. В финале романа выясняется, что задушить принцев приказала Маргарет Бофорт, а значит, прокляты муж и дети самой Елизаветы.

## Оценки
Рецензент из The Telegraph отметил, что Грегори описала увлекательный с психологической точки зрения период английской истории, пропущенный Шекспиром. Обозреватель Publishers Weekly констатировал, что Грегори удался образ главной героини, «забытой королевы», а будущий Генрих VIII получился в её изображении «очаровательно темпераментным ребёнком».
По мотивам романа был снят одноимённый сериал.